# Zamora granulata
Sous-famille
Genre
Espèce
Zamora granulata, unique représentant du genre Zamora et de la sous-famille des Zamorinae, est une espèce d'opilions laniatores de la famille des Nomoclastidae.

## Distribution
Cette espèce est endémique d'Équateur. Elle se rencontre dans les provinces de Zamora-Chinchipe, de Morona-Santiago et de Pastaza.

## Description
La femelle holotype mesure 6 mm.
La carapace du mâle décrit par Kury en 2012 mesure 1,9 mm de long sur 2,8 mm et l'abdomen 1,5 mm de long sur 3,0 mm.

## Publications originales
- Roewer, 1928 : « Weitere Weberknechte II. (2. Ergänzung der Weberknechte der Erde, 1923). » Abhandlungen der Naturwissenschaftlichen Verein zu Bremen, vol. 26, p. 527–632.
- Kury, 1997 : « A new subfamily of Agoristenidae, with comments on suprageneric relationships of the family (Arachnida, Opiliones, Laniatores). » Tropical Zoology, vol. 10, p. 333–346.